# Cabanal
El Cabanal és un turó de 643 metres que es troba al NW del sector de llevant del municipi de La Molsosa, a la comarca del Solsonès. S'aixeca al nord de la masia de Puigpelat i al sud de la serra de la Solana de Puigpelat